# Condruses
Els condruses (llatí: Condrussi) van ser un poble dels belgae d'origen germànic (el seu nom, però, s'ha dit que és d'origen celta i que està emparentat amb Condate, "confluència"). Juli Cèsar els situa a la Gàl·lia Belga i diu que, com els eburons, eren tributaris dels trèvers. Els eburons vivien entre el Mosa i el Rin i els seus veïns al nord eren els menapis. Els segnes i els condruses vivien entre els eburons i els trèvers. Els condruses van donar nom a la comarca del Condroz, amb capital a Ciney, a l'antic principat de Lieja.
Juli Cèsar els inclou dins els Germani Cisrhenani junt amb els ceresos, els eburons i els pemans, als quals s'enfrontà durant la guerra de les Gàl·lies en la campanya de l'any 57 aC. Tots ells van ser derrotats amb els gals comandats per Galba dels suessions a la batalla de l'Axona. Cèsar va enviar tot el seu l'exèrcit el 53 aC contra Ambiòrix i els eburons, que s'havien revoltat però Ambiòrix va amagar-se als espessos boscos El terror va escampar-se entre els segnes i els condruses van enviar ambaixadors a Cèsar per demanar-li que els considerés amics del poble romà, encara que fossin germànics. Cèsar, per provar els seus sentiments, va manar lliurar tots els refugiats eburons, a canvi de no envair i devastar els seus territoris, a la qual cosa els dos pobles van accedir.